# 弘益大学校
弘益大学校（ホンイクだいがっこう、英称: Hongik University）は、ソウル特別市麻浦区上水洞72-1に本部を置く大韓民国の私立大学である。1947年に設置された。大学の略称は弘大（ホンデ）。
美術大学とデザイン大学は、韓国全土から美術家・デザイナー・建築家・ミュージシャン志望の多くの学生を集めている。2007年時点での学部生は14,500人、大学院生は2,600人。
韓国を代表する美術家やデザイナーが多く輩出されており、芸術界やメディア界に一定の影響力を持つ。

## 所在地
弘益大学校は6号線上水駅と、2号線・空港鉄道・京義・中央線弘大入口駅の近くにある。
大学周辺は「弘大」（ホンデ）、「弘大前」（ホンデアプ）と呼ばれる学生街で、美術・デザイン系の学生が集中することからギャラリー・クラブ・バー・レストラン・ライブハウス・アトリエなどが多い先鋭的でファッショナブルな地区となっており、昼夜を問わず人でにぎわう。また韓国のインディーズ音楽シーンの中心地でもある。

## 歴史
日本統治時代に上海の大韓民国臨時政府や満州で宗教活動や民族主義活動を行っていた大倧教（だいそうきょう）の関係者が、朝鮮独立後に朝鮮に戻り、これまでの抗日闘争を民族教育救国闘争に転換しようとして大学創立を決めたことが始まりであった。大倧教は教義の「弘益人間」に基づき弘益大学設立準備委員会を設立し、1947年に4月25日財団法人弘文大學館が設立された。同年6月27日ソウルの龍山区で開校したが、当初は非認可学校であり経営難で苦しんだ。その後、大倧教の支援者であった李興秀の多額の寄付と、多数の独立運動家らの参加により1948年8月10日に財団法人弘益学院および弘益大学館は大学の正式設立認定を受け、1949年6月27日に法学部、文学部、初級大学部からなる4年制弘益大学が設立された。
朝鮮戦争の期間中、大学は大邱へ、さらに釜山へと移転したが、1953年にソウルに戻り1955年に現在のソウルキャンパスの位置に移転した。大学は朝鮮戦争前から李承晩政権と衝突し、様々な干渉を受けた。1961年、拡大し続けていた弘益大学校は政府の規制により美術学部のみの単科大学に縮小させられ弘益美術大学と改称したが、1971年に首都工科大学と合併して再度総合大学へと再編され、法学・文学・経済学・建築などの学部が再建され、同年には産業美術系の大学院も創設された。
1970年代には付属中高校が、1980年代には校舎や体育館および寮などの建設が進められ、1989年には忠清南道燕岐郡（現：世宗特別自治市）に第二キャンパスを開設した。1988年からは講義棟や諸施設の建設が始まり1991年に完成し、さらに1994年にかけて施設の増設と学科の新設が行われた。ソウルの工学部には通信科学コミュニケーション学科が開設され、第二キャンパスの産業科学部は科学技術学部と視覚芸術学部に分割され、後者には産業デザインと広告デザイン学科が開設された。この時期に経営学部も追加された。
2004年には映画・デジタルメディア系の大学院とデザイン系の大学院（"International Design school for Advanced Studies"）が新たに開設されている。2009年には大学博物館を改編し、弘益大学校現代美術館（HOMA、Hongik Museum of Art）を独立させた。
2002年にはソウルの文化芸術の中心のひとつである鍾路区大学路（テハンノ）に大学路キャンパスが開設された。2008年からの再開発工事の後、2012年11月再開している。大学路キャンパスは、6,457平方メートルの敷地に国際デザイン専門大学院、産業美術大学院、映像大学院、舞台芸術大学院、広告宣伝大学院を設け、デザイン革新センター、国際デザイントレンドセンター、ソウル国際デザインプラザ、ソウルデザインセンター、大学路アートセンターを設置している。大学路キャンパスの場所は、1963年2月から1976年2月まで、ソウル大学美術学部があった場所で、ソウル大が冠岳キャンパスに移転した70年代以降は輸出デザインセンター、韓国パッケージセンター、韓国デザイン振興院などがあった。
2011年1月、労働争議が発生。1月2日限りでビルメンテナンスの職員170人が何の予告もなく解雇された事に端を発するもの。職員達は総長に説明を求めて学校本館6階で座り込みを行なった。

## 組織

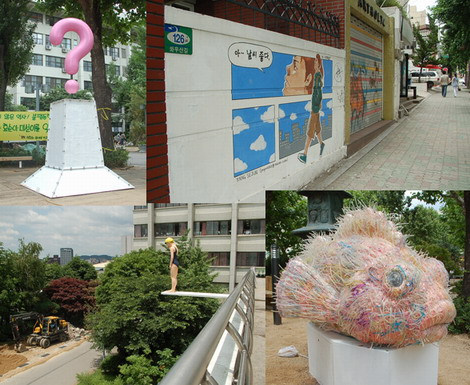
弘益大学校付近の路上ギャラリー

### 学部
- 工科大学
  - 歳工学専攻　土木工学専攻　電子電気工学部　新素材工学専攻　化学工学専攻　コンピュータ工学専攻　情報産業工学専攻　機械・システムデザイン工学科　基礎科学科
- 建築大学
  - 建築学専攻　室内建築学専攻
- 経営大学
  - 経営学専攻
- 文科大学
  - 英語英文学科　仏語仏文学科　独語独文学科　国語国文学科
- 法科大学
  - 法学科
- 法経大学
  - 経済学科
- 師範大学
  - 数学教育科　歴史教育科　国語教育科　教育学科　英語教育科
- 美術大学
  - 東洋画科　絵画科　版画科　彫塑科　芸術学科　繊維美術・ファッションデザイン　視覚デザイン学科　産業デザイン学科　金属造形デザイン学科　陶芸・ガラス学科　木造形家具学科
- 科学技術大学
  - 電気工学専攻　電子工学専攻　機械情報工学科　化学システム工学科　コンピュータ情報通信工学科　建築工学専攻　建築学専攻　造船海洋工学科　セラミック工学専攻　金属工学専攻
- 商経大学
  - 経営情報学専攻　会計学専攻　金融保健学専攻　国際経営学科
- 造形大学
  - デジタルメディアデザイン専攻　広告コミュニケーションデザイン専攻　映像・映画専攻　アニメーション専攻　プロダクトデザイン専攻
- 広告広報学部
  - 広告広報学部専攻
- ゲーム学部
  - ゲームソフトウェア専攻　ゲームグラフィックデザイン専攻
- 産業スポーツ学科
  - 産業スポーツ学科

### 大学院
（＋）は博士課程のあるもの、（＋＋）は博士課程のみのもの
- 理学系列
  - 物理学科　数学科（＋）
- 工学系列
  - 建築学科（＋）　都市計画科（＋）　土木工学科（＋）　電気情報制御工学科（＋）　電子工学科（＋）　機械工学科（＋）　精密機械工学科　新素材工学科（＋）　化学工学科（＋）　情報産業工学科（＋）　電子計算学科（＋）　電子情報通信工学科（＋）　機械情報工学科（＋）　電気工学科（＋）　電子電算工学科（＋）　金属工学科　建築工学科（＋）　朝鮮海洋工学科　セラミック工学科　電波通信工学科　コンピュータ工学科（＋）　化学システム工学科　スポーツウェア・ゲーム学科
- 人文社会系列
  - 国語国文学科（＋）　英語英文学科（＋）　独語独文学科（＋）　仏語仏文学科（＋）　美学科（＋）　美術史学科（＋）　史学科（＋）　教育学科（＋）　経営学科（＋）　貿易学科（＋）　経済学科（＋）　法学科（＋）　経営情報学科　金融保健学科　広告広報学科（＋）
- 美術・デザイン・工芸系列
  - 東洋画科　絵画科　版画科　彫塑科　金属造形デザイン科　陶芸科　木造形デザイン科　繊維美術科　視覚デザイン科　産業デザイン科　芸術学科　広告マルチメディアデザイン科　製品デザイン科　空間デザイン学科　写真学科　衣装学　映像アニメーション学科　美術学科（＋＋）　デザイン工芸学科（＋＋）　映像学科（＋＋）　広告コミュニケーションデザイン学科（＋＋）

## 交通
- ソウル交通公社2号線 - 弘大入口駅
- ソウル交通公社6号線 - 上水駅